# Alverstoke
Alverstoke är en ort i distriktet Gosport, i grevskapet Hampshire, i England. Ward hade 6 313 invånare år 2021. Byn nämndes i Domedagsboken (Domesday Book) år 1086, och kallades då Alwarestoch.